# 이상로 (1952년)
이상로(李相魯, 음력 1952년 3월 15일 ~ )는 대한민국의 군인 출신 정치인, 기업인, 사회운동가이자 저술가 겸 대학 교수이다.

## 주요 이력

### 출생과 어린 시절
1952년 음력 3월 15일 충청북도 청원에서 출생하였으며 한때 경상북도 영덕과 충청남도 연기에서 잠시 유년기를 보냈고, 1958년 충북 지방에 귀향하여 충청북도 청주 향리에서 성장하였다.

### 주요 경력
- 1975년 : 해병 소위 임관
- 1975년 : 합동참모본부 서북해병도서방위사령부 제1연평부대 1대대 21중대 화기소대장
- 1980년 : 해병 제1사단 7연대 73대대 11중대장
- 1989년 : 해병 제1사단 3연대 33대대장
- 1996년 : 해병 제2사단 8연대장
- 1997년 : 해병 제2사단 8연대장 재직 시절 해병 준장 진급
- 1998년 : 해군본부 해병사령부 작전참모처 차장
- 1999년 : 해병 제2사단 부사단장
- 2000년 : 해군본부 해병사령부 교육훈련여단장
- 2002년 : 해군본부 해병사령부 참모장(2002년 1월)
- 2004년 : 윤광웅 당시 국방부 장관 예하 해병보좌관(2004년 1월)
- 2004년 : 국방부 차관 예하 해병보좌관 재직 2개월차 시절 해병 소장 진급(2004년 3월)
- 2004년 : 해병 소장 진급 1개월만에 해병 제1사단장 보직 전임(2004년 4월 30일)
- 2006년 : 국방부 혁신참여정책차관보(2006년 1월 23일)
- 2006년 : 국방부 혁신참여정책차관보 재직 1개월차 시절 해병 중장 진급(2006년 2월)
- 2006년 : 제28대 해병대사령관 겸 연합해병사령관 직책으로 보직 전임(2006년 4월 28일)
- 2008년 : 제28대 해병대사령관 겸 연합해병구성군사령관(2008년 2월 29일)
- 2008년 : 해병 중장 예편(2008년 4월 8일)
- 2008년 : 한세대학교 초빙교수
- 2009년 : 기독교 복음방송 사장
- 2009년 : 한동대학교 겸임교수
- 2009년 : 아주대학교 겸임교수
- 2010년 : 원광대학교 겸임교수
- 2012년 : 세계한인기독교방송협회 회장
- 2012년 : 숭실대학교 겸임교수
- 2013년 : 위덕대학교 객원교수
- 2015년 : 가천대학교 객원교수
- 2016년 : 인하대학교 객원교수
- 대한민국 예비역 장성모임 성우회 부회장

### 학력
- 대한민국 해군사관학교 해병반 29기 (문학사)
- 미국 미주리 종합군사학원 수료
- 미국 버지니아 종합군사학원 해병교육과정 상륙고등군사반 수료
- 대한민국 육군대학 수료
- 대한민국 국방대학교 행정학사 34기
- 대한민국 국방대학원 행정학 석사
- 수원대학교 행정대학원 행정학 석사
- 위덕대학교 경영대학원 경영학 박사

#### 비학위 수료
- 한동대학교 국제경영대학원 최고경영자과정 수료
- 아주대학교 정보통신대학원 최고경영자과정 수료

## 상훈
- 1990 : 대한민국 국무총리 표창장
- 1995 : 대한민국 대통령 표창장
- 2004 : 대한민국 보국훈장 천수장
- 2005 : 대한민국 국방부 장관 부대 표창장
- 2007 : 미국 근무공로훈장